# Четвърти тежък артилерийски полк
Четвърти тежък артилерийски полк е български тежък артилерийски полк, формиран през 1917 година, взел участие в Първата световна война (1915 – 1918).

## История
Четвърти тежък артилерийски полк е формиран на 15 юни 1917 г. на основание заповед № 870 от 1917 г. по Действащата армия. Влиза в състава на Беломорската отбрана и участва в Първата световна война (1915 – 1918). На 31 октомври 1918 г. се разформира. Кадърът му се превежда в 5-и тежък артилерийски полк.